# 巴伊布尔特省
巴伊布尔特省（土耳其语：Bayburt ili）是位于土耳其东北部的一个省，面积3,652平方公里，首府巴伊布尔特。